# 987 TCN
987 TCN là một năm trong lịch La Mã.

## Mất
- Lỗ Dương công